# Tre Giorni delle Fiandre Occidentali 2012
La Tre Giorni delle Fiandre Occidentali 2012, tredicesima edizione della corsa, valevole come prova del circuito UCI Europe Tour 2012 categoria 2.1, si svolse in due tappe, precedute da un cronoprologo, dal 2 al 4 marzo 2012 per un percorso di 375 km, con partenza da Middelkerke e arrivo ad Ichtegem. Fu vinta dal belga Julien Vermote dell'Omega Pharma-Quickstep Cycling Team, che si impose in 8h 58' 15" alla media di 41,8 km/h.
Al traguardo di Ichtegem furono 107 i ciclisti che completarono la competizione.

## Tappe
| Tappa  | Data    | Percorso                        | km    | Vincitore di tappa | Leader cl. generale |
| ------ | ------- | ------------------------------- | ----- | ------------------ | ------------------- |
| prol.  | 2 marzo | Middelkerke (Cron. individuale) | 7     | Michał Kwiatkowski | Michał Kwiatkowski  |
| 1ª     | 3 marzo | Bruges > Courtrai               | 181,5 | Francesco Chicchi  | Michał Kwiatkowski  |
| 2ª     | 4 marzo | Nieuwpoort > Ichtegem           | 186,5 | Arnaud Démare      | Julien Vermote      |
| Totale | Totale  | Totale                          | 375   |                    |                     |

## Squadre e corridori partecipanti
| N.      | Cod. | Squadra                       |
| ------- | ---- | ----------------------------- |
| 1-8     | RNT  | RadioShack-Nissan             |
| 11-18   | GRM  | Team Garmin-Barracuda         |
| 21-28   | SKY  | Sky Procycling                |
| 31-38   | SAX  | Team Saxo Bank                |
| 41-48   | FDJ  | FDJ-BigMat                    |
| 51-58   | ALM  | AG2R La Mondiale              |
| 61-68   | KAT  | Katusha Team                  |
| 71-78   | VCD  | Vacansoleil-DCM               |
| 81-88   | LTB  | Lotto-Belisol Team            |
| 91-98   | ACC  | Accent Jobs-Willems Veranda's |
| 101-108 | LAN  | Landbouwkrediet-Euphny        |
| 111-118 | TSV  | Topsport Vlaanderen-Mercator  |

| N.      | Cod. | Squadra                     |
| ------- | ---- | --------------------------- |
| 121-128 | COF  | Cofidis, le Crédit en Ligne |
| 131-138 | EUC  | Team Europcar               |
| 141-148 | BSC  | Bretagne-Schuller           |
| 151-158 | CJR  | Caja Rural                  |
| 161-168 | CSS  | Champion System             |
| 171-178 | RVL  | RusVelo                     |
| 181-188 | UHC  | UnitedHealthcare            |
| 191-198 | SPI  | SpiderTech powered by C10   |
| 201-208 | RB3  | Rabobank Continental Team   |
| 211-218 | RIJ  | Cyclingteam De Rijke-Shanks |
| 221-228 | TCC  | Team CykelCity              |
| 231-238 | SKT  | An Post-Sean Kelly Team     |

## Dettagli delle tappe

### Prologo
- 2 marzo: Middelkerke – Cronometro individuale – 7 km

Risultati
| Pos. | Corridore          | Squadra      | Tempo |
| ---- | ------------------ | ------------ | ----- |
| 1    | Michał Kwiatkowski | Omega Pharma | 8'00" |
| 2    | Julien Vermote     | Omega Pharma | a 4"  |
| 3    | Robert Wagner      | RadioShack   | a 9"  |

| Pos. | Corridore          | Squadra      | Tempo |
| ---- | ------------------ | ------------ | ----- |
| 1    | Michał Kwiatkowski | Omega Pharma | 8'00" |
| 2    | Julien Vermote     | Omega Pharma | a 4"  |
| 3    | Robert Wagner      | RadioShack   | a 9"  |

### 1ª tappa
- 3 marzo: Bruges > Courtrai – 181,5 km

Risultati
| Pos. | Corridore         | Squadra      | Tempo    |
| ---- | ----------------- | ------------ | -------- |
| 1    | Francesco Chicchi | Omega Pharma | 4h14'23" |
| 2    | Arnaud Démare     | FDJ-BigMat   | s.t.     |
| 3    | Saïd Haddou       | Europcar     | s.t.     |

| Pos. | Corridore          | Squadra      | Tempo    |
| ---- | ------------------ | ------------ | -------- |
| 1    | Michał Kwiatkowski | Omega Pharma | 4h22'23" |
| 2    | Julien Vermote     | Omega Pharma | a 4"     |
| 3    | Robert Wagner      | RadioShack   | a 9"     |

### 2ª tappa
- 4 marzo: Nieuwpoort > Ichtegem – 186,5 km

Risultati
| Pos. | Corridore        | Squadra     | Tempo    |
| ---- | ---------------- | ----------- | -------- |
| 1    | Arnaud Démare    | FDJ-BigMat  | 4h35'48" |
| 2    | Aleksandr Porsev | Katusha     | s.t.     |
| 3    | Kenny van Hummel | Vacansoleil | s.t.     |

| Pos. | Corridore        | Squadra      | Tempo    |
| ---- | ---------------- | ------------ | -------- |
| 1    | Julien Vermote   | Omega Pharma | 8h58'15" |
| 2    | Jesse Sergent    | RadioShack   | a 6"     |
| 3    | Michail Ignat'ev | Katusha      | a 9"     |

## Evoluzione delle classifiche
| Tappa              | Vincitore          | Classifica generale | Classifica a punti | Classifica sprint   | Classifica giovani | Classifica a squadre   |
| ------------------ | ------------------ | ------------------- | ------------------ | ------------------- | ------------------ | ---------------------- |
| 1ª                 | Michał Kwiatkowski | Michał Kwiatkowski  | Michał Kwiatkowski | non assegnata       | Michał Kwiatkowski | Omega Pharma-Quickstep |
| 2ª                 | Francesco Chicchi  | Michał Kwiatkowski  | Francesco Chicchi  | Baptiste Planckaert | Michał Kwiatkowski | Omega Pharma-Quickstep |
| 3ª                 | Arnaud Démare      | Julien Vermote      | Arnaud Démare      | Baptiste Planckaert | Julien Vermote     | Team Garmin-Barracuda  |
| Classifiche finali | Classifiche finali | Julien Vermote      | Arnaud Démare      | Baptiste Planckaert | Julien Vermote     | Team Garmin-Barracuda  |

## Classifiche finali

### Classifica generale
| Pos. | Corridore          | Squadra        | Tempo     |
| ---- | ------------------ | -------------- | --------- |
| 1    | Julien Vermote     | Omega Pharma   | 8h58'15 " |
| 2    | Jesse Sergent      | RadioShack     | a 6"      |
| 3    | Michail Ignat'ev   | Katusha        | a 9"      |
| 4    | Jack Bauer         | Garmin-Barrac. | a 10"     |
| 5    | Tyler Farrar       | Garmin-Barrac. | a 11"     |
| 6    | Matthieu Ladagnous | FDJ-BigMat     | a 14"     |
| 7    | Luke Roberts       | Saxo Bank      | s.t.      |
| 8    | Gediminas Bagdonas | An Post        | a 17"     |
| 9    | Arnaud Démare      | FDJ-BigMat     | s.t.      |
| 10   | Matteo Trentin     | Omega Pharma   | s.t.      |

### Classifica a punti
| Pos. | Corridore           | Squadra         | Punti |
| ---- | ------------------- | --------------- | ----- |
| 1    | Arnaud Démare       | FDJ-BigMat      | 27    |
| 2    | Julien Vermote      | Omega Pharma    | 12    |
| 3    | Aleksandr Porsev    | Katusha         | 12    |
| 4    | Baptiste Planckaert | Landbouwkrediet | 11    |
| 5    | Kenny van Hummel    | Vacansoleil     | 10    |

### Classifica sprint
| Pos. | Corridore           | Squadra         | Punti |
| ---- | ------------------- | --------------- | ----- |
| 1    | Baptiste Planckaert | Landbouwkrediet | 11    |
| 2    | Stijn Neirynck      | Topsport Vl.    | 9     |
| 3    | Andrew Fenn         | Omega Pharma    | 3     |
| 4    | Adrien Petit        | Cofidis         | 3     |
| 5    | G. Van Keirsbulck   | Omega Pharma    | 2     |

### Classifica giovani
| Pos. | Corridore      | Squadra      | Punti    |
| ---- | -------------- | ------------ | -------- |
| 1    | Julien Vermote | Omega Pharma | 8h58'15" |
| 2    | Jesse Sergent  | RadioShack   | a 6"     |
| 3    | Arnaud Démare  | FDJ-BigMat   | a 17"    |
| 4    | Matteo Trentin | Omega Pharma | s.t.     |
| 5    | Jérôme Cousin  | Europcar     | a 18"    |

### Classifica a squadre
| Pos. | Squadra               | Tempo     |
| ---- | --------------------- | --------- |
| 1    | Team Garmin-Barracuda | 26h55'17" |
| 2    | RadioShack-Nissan     | a 14"     |
| 3    | Sky Procycling        | a 16"     |
| 4    | Katusha Team          | a 36"     |
| 5    | FDJ-BigMat            | a 41"     |